# يو إف سي ليلة القتال: ماتشيدا ضد روميرو
يو إف سي ليلة القتال: ماتشيدا ضد روميرو (بالإنجليزية: UFC Fight Night: Machida vs. Romero)‏ (المعروف أيضًا باسم يو إف سي ليلة القتال 70) هو حدث لفنون القتال المختلطة نظمته يو إف سي، وأُقيم في 27 يونيو 2015، على فندق سيمينول هارد روك وكازينو هوليوود في هوليوود، فلوريدا، الولايات المتحدة..